# 田向正健
田向 正健（たむかい せいけん、1936年9月27日 - 2010年3月5日）は、日本の脚本家。東京都出身。

## 経歴・人物
東京都立深川高等学校を経て1961年に明治大学文学部卒業後、松竹大船撮影所に助監督として入社。1969年に、映画『とめてくれるな、おっ母さん』で脚本・監督を務める。同年木下惠介プロに移籍し、それ以後は脚本家の道を歩む。同期の助監督でのちに作家となった小林久三は、著書で鋭い理論家として仲間に一目置かれていた若き日の田向に触れている。
1976年、NHK連続テレビ小説『雲のじゅうたん』がヒット。テレビ転進後は映画とはほぼ縁を切っているが、第一線テレビ脚本家としては希少な大手撮影所での助監督・監督経験者であり、連続テレビ小説史上初の青年男性主役で話題になった『ロマンス』では草創期の日本映画界を熱く描いている。
1982年、『リラックス』で芸術祭大賞を受賞。
1987年、『橋の上においでよ』で第6回向田邦子賞受賞。
1988年、NHK大河ドラマ『武田信玄』を大ヒットさせ、大河史上2位の平均視聴率を上げた。その後も、2本の大河ドラマを執筆している。
2000年、紫綬褒章受章。
同世代の脚本家である（もと松竹の同僚でもある）山田太一との交流が深い。山田は、刺激を受けた脚本家として倉本聰と向田邦子、田向の名を挙げている。
2010年3月5日午前2時23分、直腸癌のため死去。享年73。

## 大河ドラマ
後の大河ドラマで度々使用される、「作中の登場人物がナレーションを兼任する」という方式を用いたのは、田向が最初に担当した大河ドラマ『武田信玄』が初めてである。これ以降田向は、担当する大河ドラマ3作すべてでこの方式を用いた。特に『武田信玄』の語りを担当した大井夫人（演:若尾文子）が各回の最後を締めくくる台詞「今宵はここまでに致しとうござりまする」は、その年の流行語大賞を獲得した。
また、田向が担当した大河ドラマの台詞回しは、助詞を抜く表現（例:「戦起これば…」など）を用いている。他にも、今後登場する主要人物が第一回ラストで紹介されたり、本格的な登場を果たす回のすぐ前の回に、顔見せとしてラストにわずかに登場することがある。

## 主な作品

### 映画
- 『ケメ子の唄』（1968年）- 脚本
- 『とめてくれるな、おっ母さん』（1969年）- 脚本・監督
- 『小さな家族〜おばあちゃんがいて、ぼくがいた〜』（1990年）- 脚本

### テレビドラマ
- 『冬の旅』（1970年、TBS）
- 『喪服の訪問者』（1971年、日本テレビ）
- ポーラ名作劇場（NET）
  - 『見知らぬ橋』（1973年）
  - 『黄昏にさようなら』（1975年）
- 木下惠介アワー『わが子は他人』（1974年、TBS）
- 東芝日曜劇場
  - 『遠い花火』（1975年、中部日本放送）
  - 『天ノ島・地ノ島』（1985年、RKB毎日放送）
  - 『城 春にして』（1986年、RKB毎日放送）
- 連続テレビ小説（NHK）
  - 『雲のじゅうたん』（1976年）
  - 『ロマンス』（1984年）
- 『魔女と呼ばれる占い師は自己革命を夢みてた』（1977年、日本テレビ）
- NHK特集 日本の戦後 第4集『それは、晩餐から始まった 財閥解体への道』（1977年、NHK）
- 『サーカス』（1977年、NHK）
- 『優しい時代』（1978年、NHK）
- 『熱い嵐』（1979年、TBS）
- 『中学生日記』（NHK）
  - 第281回「貧血」（1979年）
  - 第300回「全員五」（1979年）
- 銀河テレビ小説（NHK）
  - 『家族日記』（1979年）
  - 『やつらの戦い』（1983年）
  - 『やつらの戦い2』（1985年）
  - 『下町三人娘』（1986年）
  - 『おんなの時代』（1987年）
- 『見えない影』（1979年、テレビ朝日）
- 『草野球・草家族』（1980年、テレビ朝日）
- 『しあわせ戦争』（1980年、TBS）
- 『いつか黄昏の街で』（1981年、TBS）
- 『海辺のマリア』（1981年、NHK大阪）
- 『リラックス〜松原克己の日常生活』（1982年、関西テレビ）
- 『鳥人伝 世界ではじめて空を飛んだ男と女の物語』（1982年、TBS）
- 『夏に恋する女たち』（1983年、TBS）
- 『未知なる叛乱』（1983年、TBS）
- 『夫婦生活』（1985年、TBS）
- 『オアシスを求めて』（1985年、NHK）
- 『少年』（1986年、NHK）
- 火曜サスペンス劇場『盗聴する女』（1986年、日本テレビ）
- 『橋の上においでよ』（1987年、NHK）
- 大河ドラマ（NHK）
  - 『武田信玄』（1988年）
  - 『信長 KING OF ZIPANGU』（1992年）
  - 『徳川慶喜』（1998年）
- 『問題の教師』（1989年、テレビ朝日）
- 正月時代劇（NHK）
  - 『荒木又右衛門 決戦鍵屋の辻』（1990年）
  - 『大石内蔵助 冬の決戦』（1991年）
- 『真夜中のテニス』（1990年、NHK）
- 『街角』（1993年、NHK）
- 『和菓子の味』（1994年、NHK）
- 月曜ドラマスペシャル（TBS）
  - 『ひとさらい』（1995年）
  - 『誰かが私を愛してる』（1997年）
- ドラマ新銀河『レイコの歯医者さん』（1996年、NHK）
- 『月の船』（1996年、NHK）
- 『ワルシャワの秋』（2003年、関西テレビ）
- 『ハチロー〜母の詩、父の詩〜』（2005年、NHK）